# Romuald Bobrzak
Romuald Bobrzak (ur. 6 lutego 1928 w Warszawie, zm. 27 września 2012) – polski inżynier, działacz polityczny i społeczny.

## Życiorys
Urodził się 6 lutego 1928 w Warszawie na Woli. Pochodził z rodziny kolejarskiej, był synem Franciszka i Anny z domu Berne.
Podczas II wojny światowej w całym okresie okupacji niemieckiej przebywał w stolicy. Od 1942 do lipca 1944 był kolporterem ulotek, ogłoszeń, afiszy, przenosząc je z punktu kontaktowego do swojego ojca, który rozlepiał je na ulicach miasta sam bądź razem z synem albo też przekazywał dalej innym (w związku z tym był aresztowany i więziony na Pawiaku). Od dnia wybuchu powstania warszawskiego 1 sierpnia 1944 aż do upadku Woli był członkiem oddziału samoobrony Armii Krajowej, zajmującym się ochroną przeciwpożarową i przeciwlotniczą kamienicy przy ul. Wesołej 12 oraz przebijaniem otworów łącznikowych w piwnicach, kopaniem rowu łącznikowego i odgruzowywaniem ludzi. W obliczu zbliżającej się kapitulacji Woli wraz z ojcem, siostrą i bratem uciekł ze stolicy, szczęśliwie unikając przy tym dwukrotnie egzekucji. Następnie z bliskimi ukrywał się w Płochocinie, w Łowiczu i finalnie w Zielkowicach aż do 17 stycznia 1945 tj. nadejścia wojsk i frontu wschodniego.
Po nastaniu Polski Ludowej 1 marca 1945 podjął pracę jako ślusarz w warsztatach mechanicznych PKP w Łowiczu. Za sprawą ojca od 1 marca 1945 był członkiem PPR, organizował komórki partii w Łowiczu. Był agitatorem i ochraniał lokale wyborcze podczas referendum ludowego w 1946 i przy wyborach do I Sejmu PRL w 1947 (w tym czasie był ostrzelany). W Łowiczu ukończył wieczorowe Liceum Ogólnokształcące Towarzystwa Uniwersytetu Robotniczego. Od 1948 był czynnym członkiem PZPR. Od 21 maja 1949 do 1951 służył w Wojskach Ochrony Pogranicza w szeregach batalionów Przemyśl i Baligród oraz Oficerskiej Szkoły WOP. Był sekretarzem Kop. Partyjnego Jednostki Wojskowej. W okresie służby wojskowej ukończył Wojewódzką Szkołę Partyjną w Rzeszowie.
Po odejściu z wojska i zawarciu związku małżeńskiego osiadł w Sanoku. Tam od 1951 był najpierw zatrudniony w Komitecie Powiatowym PZPR. Od 1953 pracował w Kopalnictwie Naftowym w Sanoku i w Krośnie. Pełnił m.in. stanowisko kierownika Bazy Sprzętu i Transportu w Zakładzie Budownictwa Kopalń Naftowych. Działał w Związku Zawodowym Górników (potem Związek Zawodowy Metalowców). W 1960 ukończył studia wyższe na Politechnice Krakowskiej uzyskując dyplom magistra inżyniera mechanika. Od 1966 był zatrudniony w Sanockiej Fabryce Autobusów „Autosan” w Sanoku kolejno jako kierownik sekcji gospodarki cieplnej w dziale głównego energetyka, kierownik wydziału kotłowni, wydziału remontowego w oddziale fabryki w Zasławiu, kierownik wydziału produkcyjnego, przygotowania inwestycji, samodzielnego oddziału wykonawstwa inwestycji, służby budowlano-instalacyjnej, kierownika wydziału budowlano-instalacyjnego pionu inwestycji. W swojej dziedzinie współpracował przy pracach w SZPG „Stomil” Sanok, a także w pracach na obszarze miasta: m.in. był kierownikiem prac remontowych Schodów Franciszkańskich, wykonania alejek w parku miejskim, prac technicznych przy torze łyżwiarskim „Błonie”, koordynatorem robót przy budowie przedszkola w dzielnicy Posada. Był cztery razy wybierany przewodniczącym Komitetu Obwodowego nr 8  Samorządu Mieszkańców. W niepełnym wymiarze godzin był zatrudniony jako nauczyciel w Zespole Szkół Ekonomicznych w Sanoku.
Pełnił funkcje sekretarza POP PZPR w PGPN, w PTPN. Był aktywistą Komitetu Powiatowego, Komitetu Miejskiego i Komitetu Zakładowego PZPR. Przez wiele lat był wykładowcą szkolenia partyjnego. Był radnym Miejskiej Rady Narodowej (MRN) w Sanoku; wybrany w 1954 (w 1956 wsparł zarzuty, po których ze stanowiska odszedł przewodniczący prezydium MRN Kazimierz Surman), dwukrotnie nie przyjmował zaproponowanego stanowiska sekretarza prezydium MRN, w tym w 1957. Zasiadał w Konferencji Samorządu Robotniczego w Sanoku. W okresie PRL otrzymał stopień porucznika nadany przez MON.
Przed 1985 odszedł na emeryturę. Po raz pierwszy był żonaty z Eleonorą z domu Mikoś (1930-1975). Ze związku z nią miał dwie córki. Jako wdowiec ożenił się po raz drugi. Zmarł 27 września 2012. Został pochowany na Cmentarzu Centralnym w Sanoku.

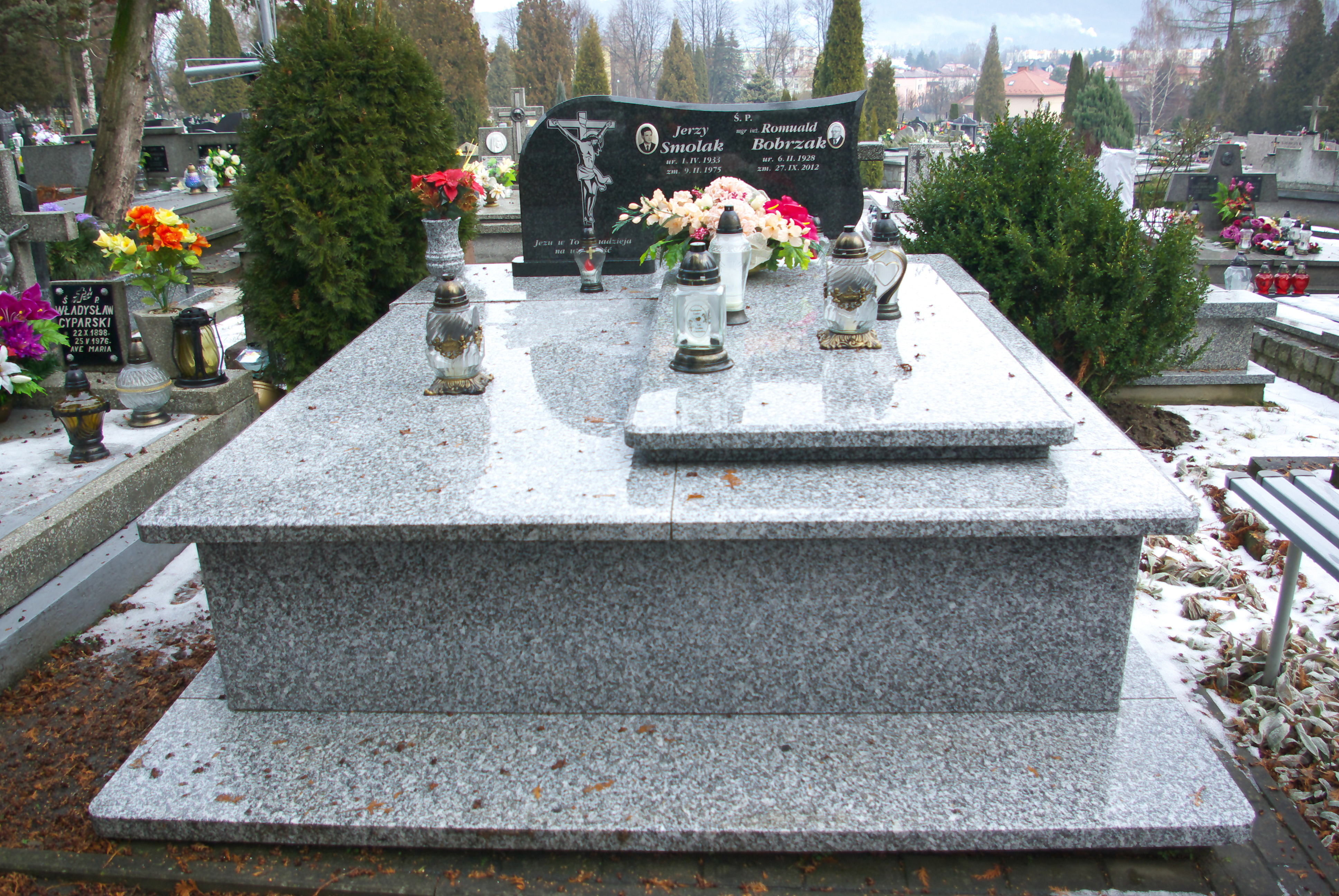
Grobowiec Romualda Bobrzaka

## Odznaczenia
- Krzyż Kawalerski Orderu Odrodzenia Polski (1982)[24][25]
- Brązowy Krzyż Zasługi (1971)[11][5]
- Odznaka „Zasłużony Działacz Frontu Jedności Narodu” (1977)[11][5]
- Odznaka „Zasłużony dla województwa rzeszowskiego” (1972)[11][5]
- Odznaka „Zasłużony dla Sanoka” (1980)[11][5]
- Złota odznaka Związku Zawodowego Metalowców[11][5]
- Wyróżnienie dla działacza komitetu blokowego (1969)[26]
- „Jubileuszowy Adres” (1984)[27]